# Northcliffe (ort i Australien)
Northcliffe är en ort i Australien. Den ligger i kommunen Manjimup och delstaten Western Australia, omkring 300 kilometer söder om delstatshuvudstaden Perth. Antalet invånare är 410.
Trakten runt Northcliffe är nära nog obefolkad, med mindre än två invånare per kvadratkilometer..
I omgivningarna runt Northcliffe växer i huvudsak städsegrön lövskog. Genomsnittlig årsnederbörd är 1 208 millimeter. Den regnigaste månaden är maj, med i genomsnitt 210 mm nederbörd, och den torraste är februari, med 16 mm nederbörd.